# Jaera forsmani
Jaera forsmani är en kräftdjursart som beskrevs av Bocquet 1950. Jaera forsmani ingår i släktet Jaera och familjen Janiridae. Inga underarter finns listade i Catalogue of Life.